# فيليب زوينير
فيليب زوينير (بالألمانية: Philip Zwiener)‏ مواليد 23 يوليو 1985، هو لاعب كرة سلة ألماني بدأ مسيرته الاحترافية في سنة 2002 يلعب مع فريق إي دبليو إي باسكتس أولدنبورغ في الدوري الألماني لكرة السلة ويحمل الرقم 7.

## فرق لعب لها
- ألبا برلين
- تي بي بي ترير
- إي دبليو إي باسكتس أولدنبورغ

## روابط خارجية
- فيليب زوينير على موقع الاتحاد الدولي لكرة السلة (الإنجليزية)
- فيليب زوينير على موقع كرة السلة الأوروبية.كوم (الإنجليزية)
- فيليب زوينير على موقع ريلجم (الإنجليزية)
- فيليب زوينير على موقع بروبوليرز (الإنجليزية)
- فيليب زوينير على موقع سبورتس رفرنس (الإنجليزية)
- فيليب زوينير على موقع أوليمبيديا (الإنجليزية)